# Grafschaft Taillebourg
Die Grafschaft Taillebourg entstand im 15. Jahrhundert aus der Herrschaft Taillebourg (Charente-Maritime). Zentrum des Lehens war das dortige Château de Tailleboug (ohne "r").
Erste Herren von Taillebourg sind bereits Anfang des 11. Jahrhunderts bezeugt. Die herrschende Familie starb Mitte des 13. Jahrhunderts aus und vererbte den Besitz an die Herren von Parthenay, die ihn 1407 verkauften. Nach einigen Besitzwechseln gab König Karl VII. Taillebourg seinem Kammerherrn Prigent VII. de Coetivy, dessen Enkel Charles als erster den Grafentitel führte. Über Charles‘ Tochter Louis de Coetivy kam Taillebourg dann an das Haus La Trémoille, die den Titel bis zur Mitte des 18. Jahrhunderts führten, der jüngste in der Linie schließlich als Herzog.

## Haus Rancon
- Ostendus I., Seigneur de Taillebourg 1019
- Aimery I. de Rancon, 1018/24 bezeugt, dessen Bruder
- Ostendus II. de Taillebourg, 1049/um 1067 bezeugt, wohl dessen Bruder
- Aimery II. de Rancon, 1024/91 bezeugt, Sohn Aimerys I.
- Geoffroy I., 1065/67 Sire de Taillebourg, dessen Bruder
- Ostendus III. de Taillebourg, 1067/90 bezeugt, wohl dessen Sohn
- Aimery III. de Rancon, um 1100 Sire de Taillebourg, † vor 1122, dessen Sohn
- Geoffroy II., † 1137, Sire de Marcillac et de Taillebourg, dessen Bruder
- Geoffroy III., † wohl 1153, Sire de Taillebourg
- Geoffroy IV., † 1194, Sire de Taillebourg, Prince de Marcillac
- Geoffroy V., † 1260, Sire de Taillebourg, dessen Sohn
- Geoffroy VI., † 1263, Sire de Taillebourg, dessen Sohn
- Amable, 1218/69 bezeugt, dessen Schwester; ⚭ Guillaume V. l’Archévêque de Parthenay, Sire de Parthenay, † 1243

## Haus l’Archévêque de Parthenay
- Hugues III. l’Archévêque de Parthenay, † 1271, Sire de Parthenay et de Taillebourg, deren Sohn
- Guillaume VI., † nach 1315, Sire de Parthenay, dessen Sohn
- Guy I., um 1327 Sire de Soubise, de Taillebourg et de Mouchamps, dessen jüngerer Sohn
- Louis I., † vor 1398, Sire de Soubise, de Taillebourg et de Mouchamps, dessen Sohn
- Jean I., † vor 1425, Sire de Soubise, 1396–1407 Sire de Taillebourg, dessen Sohn

Jean l’Archévêque de Parthenay verkauft Taillebourg an Jean de Harpedane, Seneschall von Saintonge, der 1407 abgesetzt wird. Taillebourg wird in die Domaine royal eingefügt. 1422 bekommt es Henri de Plusqualec, Gouverneur von La Rochelle, der 1426 ebenfalls abgesetzt wird. 1442 schließlich schenkt König Karl VII. es Prigent VII. de Coetivy.

## Haus Coetivy
- Prigent VII., † 1450, Seigneur de Coetivy, de Taillebourg et de Lesparre, Admiral von Frankreich
- Olivier, † 1479, Seigneur de Taillebourg, de Didonne, de Cozes et de Saujon, dessen Bruder
- Charles de Coetivy, Comte de Taillebourg, Prince de Mortagne, dessen Sohn
- Louise de Coetivy, † 1553; ⚭ Charles de La Trémoille, Prince de Talmond et de Mortagne, Comte de Taillebourg, X 1515

## Haus La Trémoille
- Charles de La Trémoille, Prince de Talmond et de Mortagne, Comte de Taillebourg, X 1515
- François, † 1541, Vicomte de Thouars, Prince de Talmond, Comte de Guînes, de Benon et de Taillebourg, dessen Sohn
- Louis III., † 1577, Duc de Thouars, Prince de Tarente et de Talmond, Comte de Taillebourg, de Guînes et de Benon, dessen Sohn
- Claude, † 1604, Duc de La Trémoille, 2. Duc de Thouars, Prince de Tarente et de Talmond, Comte de Guînes etc., dessen Sohn
- Henri, † 1674, 2. Duc de La Trémoille, 3. Duc de Thouars, Prince de Tarnente et de Talmond, Comte de Laval, de Montfort, de Guînes, de Benon, de Taillebourg et de Jonvelle
- Arnaud Charles, † 1643, Comte de Montfort et de Taillebourg, dessen Sohn
- Henri Charles, † 1672, Prince de Tarente et de Talmond, Comte de Laval etc., dessen Bruder
- Frédéric Guillaume, † 1739, Prince de Talmond, Comte de Taillebourg, dessen jüngerer Sohn
- Charles Félicité, † klein, Comte de Taillebourg, dessen Sohn
- Anne Charles Frédéric, † 1759, Prince de Talmond, Duc de Châtellerault, Comte de Taillebourg, dessen Bruder
- Louis Stanislas, † 1749, Duc de Taillebourg